# Maltat
Maltat is een gemeente in het Franse departement Saône-et-Loire (regio Bourgogne-Franche-Comté) en telt 306 inwoners (1999). De plaats maakt deel uit van het arrondissement Charolles.

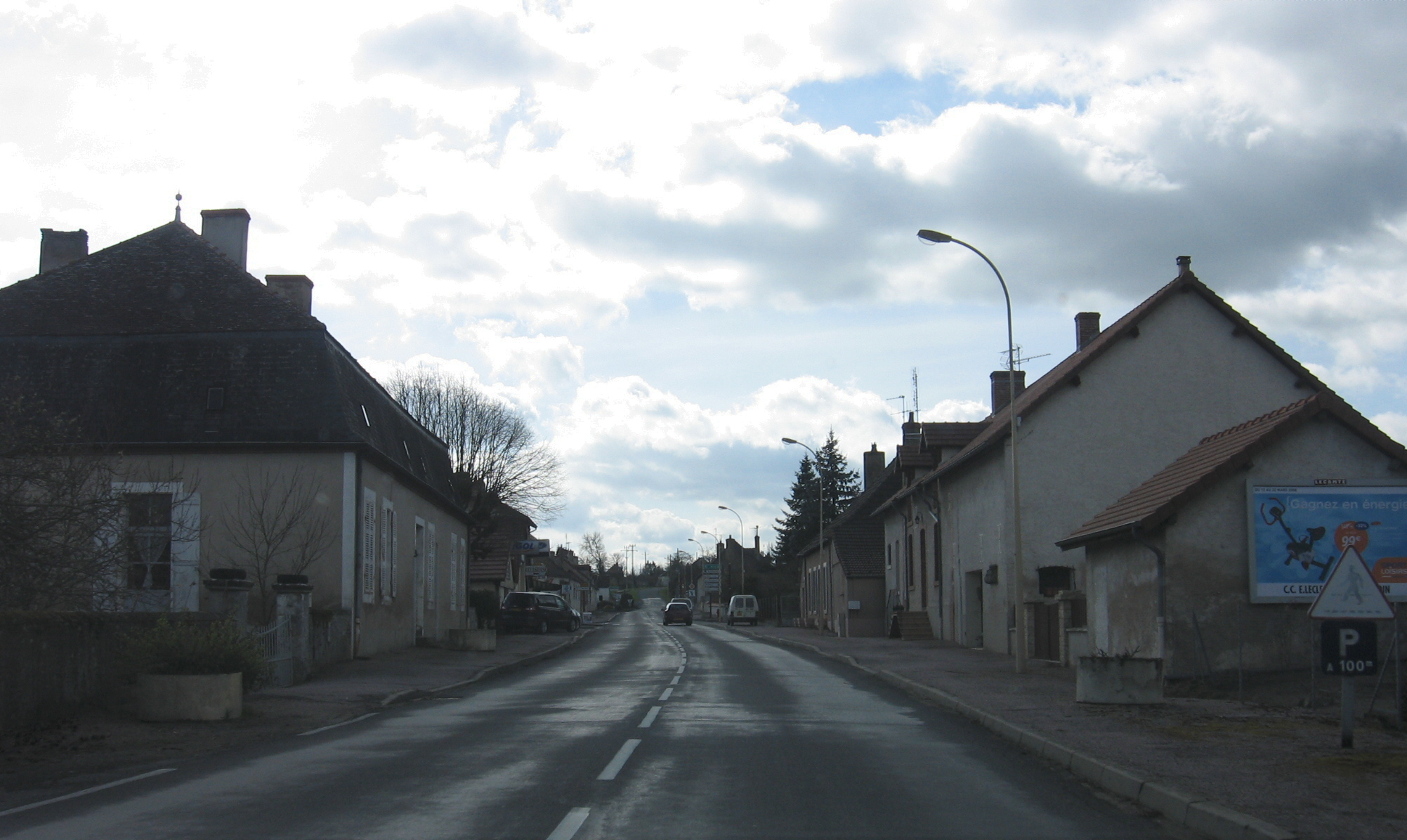
Maltat

## Geografie
De oppervlakte van Maltat bedraagt 31,3 km², de bevolkingsdichtheid is 9,8 inwoners per km².
De onderstaande kaart toont de ligging van Maltat met de belangrijkste infrastructuur en aangrenzende gemeenten.

## Demografie
Onderstaande figuur toont het verloop van het inwonertal (bron: INSEE-tellingen).